# David Ramírez (football, 1993)
Pour les articles homonymes, voir David Ramirez.
David Ramírez (né le 28 mai 1993 à San José) est un footballeur international costaricien, qui évolue au poste d'attaquant.

## Biographie

### Club
Le 12 janvier 2015, son prêt de six mois avec option d'achat à l'Évian Thonon Gaillard Football Club, club français de Ligue 1, est officialisé.

### Sélection
En 2015, David Ramírez participe au Festival international espoirs – Tournoi Maurice-Revello avec le Costa Rica Espoirs.

## Palmarès

### En club
- Avec le Deportivo Saprissa
  - Champion du Costa Rica en 2014 (vainqueur des deux de tournois d'ouverture et de clôture)

## En sélection
- Vainqueur de la Copa Centroamericana en 2014